# ダヴィッド・オイストラフ
ダヴィート・フョードロヴィチ・オイストラフ（あるいはオイストラッフとも、Дави́д Фёдорович (Фи́шелевич) О́йстрах, David Fiodorovich Oistrakh/Eustrach、1908年9月30日 - 1974年10月24日）は、ロシア帝国のオデッサ（現：ウクライナ）出身のユダヤ系ヴァイオリニスト、指揮者。息子イーゴリ・オイストラフもヴァイオリニストである。

## 経歴
1908年にオデッサの商家に生まれる。5歳からヴァイオリンとビオラをピョートル・ストリャルスキー(Пётр Соломонович Столярский)について学んだ。1922年にソヴィエト連邦が成立。その翌年である1923年からオデッサ音楽演劇学院で学び、1926年に卒業した。音楽院でオイストラフは和声とポリフォニーをニコライ・ヴィリンスキー(Николай Николаевич Вилинский)の下で学んだ。さらに学生でありながら、オイストラフはオデッサ交響楽団でソリストあるいは指揮者として活動していた。
1928年にソリストとしてレニングラードでデビュー。1932～1934年、1941年にはソリストとして、1961年からは指揮者としてモスクワ・フィルハーモニーに所属した。1935年に第2回全ソビエトコンクールで優勝し、さらに同年の第2回ヴィエニャフスキ国際ヴァイオリン・コンクールで第2位に入賞。2年後の1937年、ブリュッセルのウジェーヌ・イザイ・コンクール（現:エリザベート王妃国際音楽コンクール）で首位をかち取り、世界の檜舞台にその名を轟かせヴァイオリニストとしての評価が高まった。
その後はモスクワ音楽院で教鞭を執るかたわら演奏活動を続けたが、ソ連が第二次世界大戦に参戦すると、最前線に出て慰問演奏を行なった。教師としても声望に恵まれ、ギドン・クレーメル等が門人にいる。息子のイーゴリも指揮者、ヴァイオリニストとして著名で、しばしば親子で共演し、録音を残した。
1974年にアムステルダムで演奏旅行中に客死、遺体はモスクワに送られ、同地で埋葬された。

## 音楽と録音について
オイストラフの演奏の特色として、弓幅を大きく豊かに使い、速くて振幅の大きいヴィブラートを用いて、豊潤で美しい音色を響かせる点が挙げられる。このため、前述のようなチャイコフスキーやブラームスといった情感豊かな楽曲を得意とする。
数多くの録音と、数々の献呈されたヴァイオリン作品を誇る。とりわけショスタコーヴィチやハチャトゥリアン、ヒンデミットの協奏曲の録音で著名だが、ブラームスやチャイコフスキー、ブルッフなど、より古典的なレパートリーにも通じていた。ロシア内外のオーケストラとの共演も数多く、ロストロポーヴィチやリヒテル、カラヤン指揮のベルリン・フィルハーモニー管弦楽団とともに演奏したベートーヴェンの『三重協奏曲』、コンヴィチュニー（右側の写真中央）指揮のシュターツカペレ・ドレスデンとともに演奏したチャイコフスキーのヴァイオリン協奏曲およびブラームスのヴァイオリン協奏曲の録音が知られている。
オイストラフには指揮者としての活動歴もあり、ベルリン・フィルを自ら指揮しながらモーツァルトのバイオリン協奏曲を録音した他、モスクワ放送交響楽団を指揮したブラームスの交響曲第2番の録音もあった。

## 使用楽器
使用楽器は1705年製ストラディヴァリウス「マルシック」。